# Eumunida picta
Eumunida picta är en kräftdjursart som beskrevs av Sidney Irving Smith 1883. Eumunida picta ingår i släktet Eumunida och familjen Chirostylidae. Inga underarter finns listade i Catalogue of Life.

## Bildgalleri

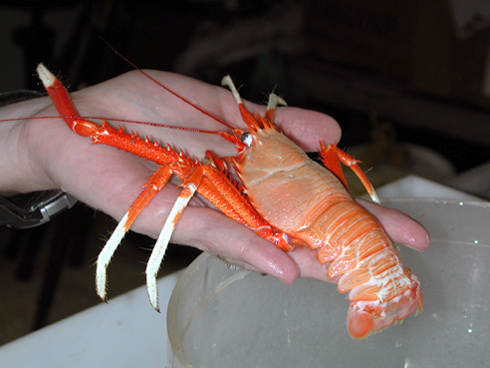
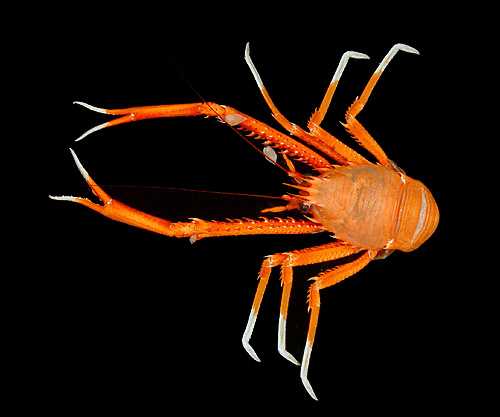
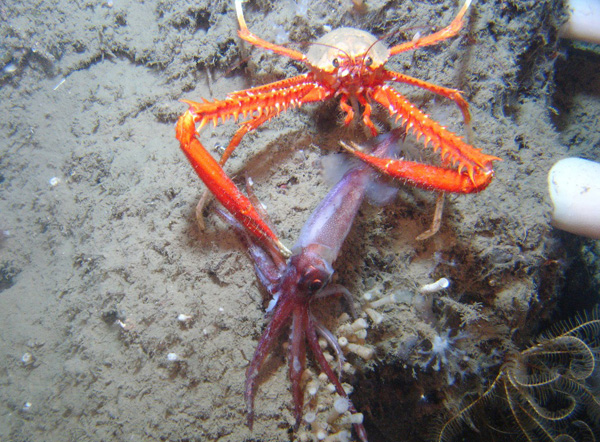